# سارة لاندو
سارة لاندو (بالإنجليزية: Sarah Landau)‏ هي مؤرخة أمريكية، ولدت في 1935.